# Xihai (sockenhuvudort i Kina, Liaoning Sheng, lat 40,43, long 122,31)
Xihai är en sockenhuvudort i Kina. Den ligger i provinsen Liaoning, i den nordöstra delen av landet, omkring 180 kilometer sydväst om provinshuvudstaden Shenyang. Antalet invånare är 21 631. Befolkningen består av 10 689 kvinnor och 10 942 män. Barn under 15 år utgör 12,0 %, vuxna 15-64 år 78 %, och äldre över 65 år 9,0 %.
Runt Xihai är det tätbefolkat, med 297 invånare per kvadratkilometer. Närmaste större samhälle är Gaizhou, 6,4 km sydost om Xihai. Trakten runt Xihai består till största delen av jordbruksmark.
Genomsnittlig årsnederbörd är 910 millimeter. Den regnigaste månaden är juli, med i genomsnitt 262 mm nederbörd, och den torraste är januari, med 7 mm nederbörd.